# Усниновая кислота
Усни́новая кислота́ является одним из специфических лишайниковых веществ, которые образуются в процессе метаболизма и не встречаются в других группах организмов. Название происходит от рода лишайников Usnea.
Лишайники хорошо известны разнообразием вторичных метаболитов, так называемыми лишайниковыми веществами. Пожалуй, наиболее известным вторичным метаболитом лишайников является усниновая кислота, которая продуцируется в родах Cladonia, Usnea, Lecanora, Ramalina, Evernia, Parmelia, Alectoria и в других родах лишайников. Усниновая кислота обладает противовирусной, антибиотической, анальгетической, противотуберкулёзной  и инсектицидной  активностями.
Усниновая кислота продуцируется микобионтом лишайника, — это было впервые показано в работе и в дальнейшем усниновую кислоту извлекли из изолированных микобионтов лишайников рода Ramalina.
Усниновая кислота впервые была выделена в 1843 г. из лишайников родов Ramalina и Usnea, годом позже характеризована как индивидуальное вещество и получила своё название. Через девять десятилетий было установлено её химическое строение.
Усниновая кислота продуцируется в лишайниках в больших количествах, составляя до 8 % от сухого веса талломов. Наблюдаются большие сезонные колебания содержания усниновой кислоты в талломах лишайников: пиковый уровень в конце весны и начале лета, и в целом низкий уровень в течение осени и зимы. Содержание усниновой кислоты коррелирует со временем наступления летнего солнцестояния, уровнями солнечной радиации и температурными условиями, зависит от места произрастания лишайника.
Усниновая кислота — кристаллическое вещество жёлтого цвета, по своему строению относится к производным дибензофурана и существует в виде двух энантиомерных форм, различающихся конфигурацией метильной группы у атома С9b. Правовращающий энантиомер имеет R-конфигурацию ангулярной метильной группы и его удельное вращение составляет +478 (с 0.2 CHCl3, (град•мл)•(г•дм)−1). Типичным продуцентом (+)-усниновой кислоты является Usnea longissima, источником левовращающего энантиомера усниновой кислоты можно назвать Cladonia stellaris (-458, c 0.2 CHCl3, (град•мл)•(г•дм)−1).
Гидроксильные группы усниновой кислоты участвуют в образовании сильных межмолекулярных водородных связей. Константы диссоциации гидроксильных групп усниновой кислоты, определённые спектрофотометрическим титрованием, составляют: pKa1 4.4 (C3-OH), pKa2 8.8 (C7-OH), pKa3 10.7 (C9-OH). Кислотность среды и соотношение нейтральной и анионной форм усниновой кислоты, по предположению исследователей, играют важную роль в жизнедеятельности лишайника.
Гидроксильные группы этой молекулы образуют сильные внутримолекулярные водородные связи, а также способны формировать межмолекулярные водородные связи, что может способствовать быстрой передаче избыточной энергии, полученной лишайниками от Солнца, окружающей среде в виде тепла.
Наличие резорцинового цикла и системы сопряжённых карбонильных групп способствуют тому, что молекула усниновой кислоты широко поглощает в ближнем УФ (320—400 нм), среднем УФ (280—320 нм) и дальнем УФ (ниже 280 нм) диапазонах. Этот метаболит выступает в качестве эффективного солнцезащитного средства для лишайников. Это позволяет лишайникам, например, при условии долгого пребывания на солнце в жарких пустынях снизить вредное воздействие солнечного излучения.
Основным способом получения усниновой кислоты, начиная с первых исследований в XIX в и до наших дней, является экстрагирование лишайников органическими растворителями и последующие осаждение из экстракта или его перекристаллизация. Усниновая кислота хорошо растворяется в бензоле, хлороформе, амиловом спирте, ледяной уксусной кислоте, малорастворима в этаноле, петролейном эфире, диэтиловом эфире и нерастворима в воде.